# Robert L. Smiley
Robert Lee Smiley (geb. 14. Juni 1929 in Birmingham (Alabama); gest. 1. Januar 2010 in Bethesda (Maryland)) war ein US-amerikanischer Acarologe (Milbenforscher).
Smiley besuchte die Schule in Birmingham und graduierte an der A. H. Parker High School. Nach zwei Jahren Armeedienst ging er an die Alabama Agricultural and Mechanical University und erwarb 1959 den Bachelor of Science im Fach Biologie. Am 21. September 1955 heiratete er Cleeretta L. Henderson, das Paar hatte vier Kinder. 1961 begann er eine Tätigkeit als Agricultural Research Technician am Landwirtschaftsministerium der Vereinigten Staaten, wo er bis zu seiner Pensionierung am 3. Januar 1997 tätig war.
1962 besuchte er einen Sommerkurs an der Ohio State University und bildete sich dort auf dem Gebiet der Milbenkunde, insbesondere auf dem Gebiet der Systematik, weiter. Unter Edward W. Baker war er zudem an der Nationalsammlung von Insekten und Milben am National Museum of Natural History tätig. Baker, ein Experte für Pflanzenmilben, ermutigte Smiley, sich mit parasitischen Milben der Familien Cheyletidae und Cunaxidae zu beschäftigen. Nach Bakers Ausscheiden übernahm Smiley dessen Position und verlagerte seinen Forschungsschwerpunkt auf die Tenuipalpidae. 1973 erwarb er den Master of Science an der University of Maryland.
Smiley beschrieb zahlreiche neue Milbenarten von landwirtschaftlicher, humanmedizinischer und tiermedizinischer Bedeutung. Zudem bestimmte er 15.000 eingeschickte Exemplare. Mit dem israelischen Parasitologen Uri Gerson verfasste er eine bahnbrechende Arbeit zur biologischen Schädlingsbekämpfung mit Milben. Smiley schrieb 60 wissenschaftliche Arbeiten sowie mehrere Bücher und Buchkapitel über etwa 40 verschiedene Milbenfamilien. 1991 wurde er zum Abteilungsleiter des Systematic Entomology Laboratory berufen.

## Werke
- Uri Gerson, Robert L. Smiley: Acarine Biocontrol Agents: An Illustrated Key and Manual. Chapman and Hall, London 1990.
- Robert L. Smiley: The Predatory Mite Family Cunaxidae (Acari) of the World: With a New Classification. Indira Publishing House, West Bloomfield 1992.
- Uri Gerson, Robert L. Smiley: Introduction for Chinese Translation of Acarine Biocontrol Agents: An Illustrated Key and Manual. Fudan University Press, Shanghai 1996.
- Uri Gerson, Robert L. Smiley, Ronald Ochoa: Mites (Acari) for Pest Control. 2. Auflage. Wiley-Blackwell, Oxford 2003.